# Jan Yrlund

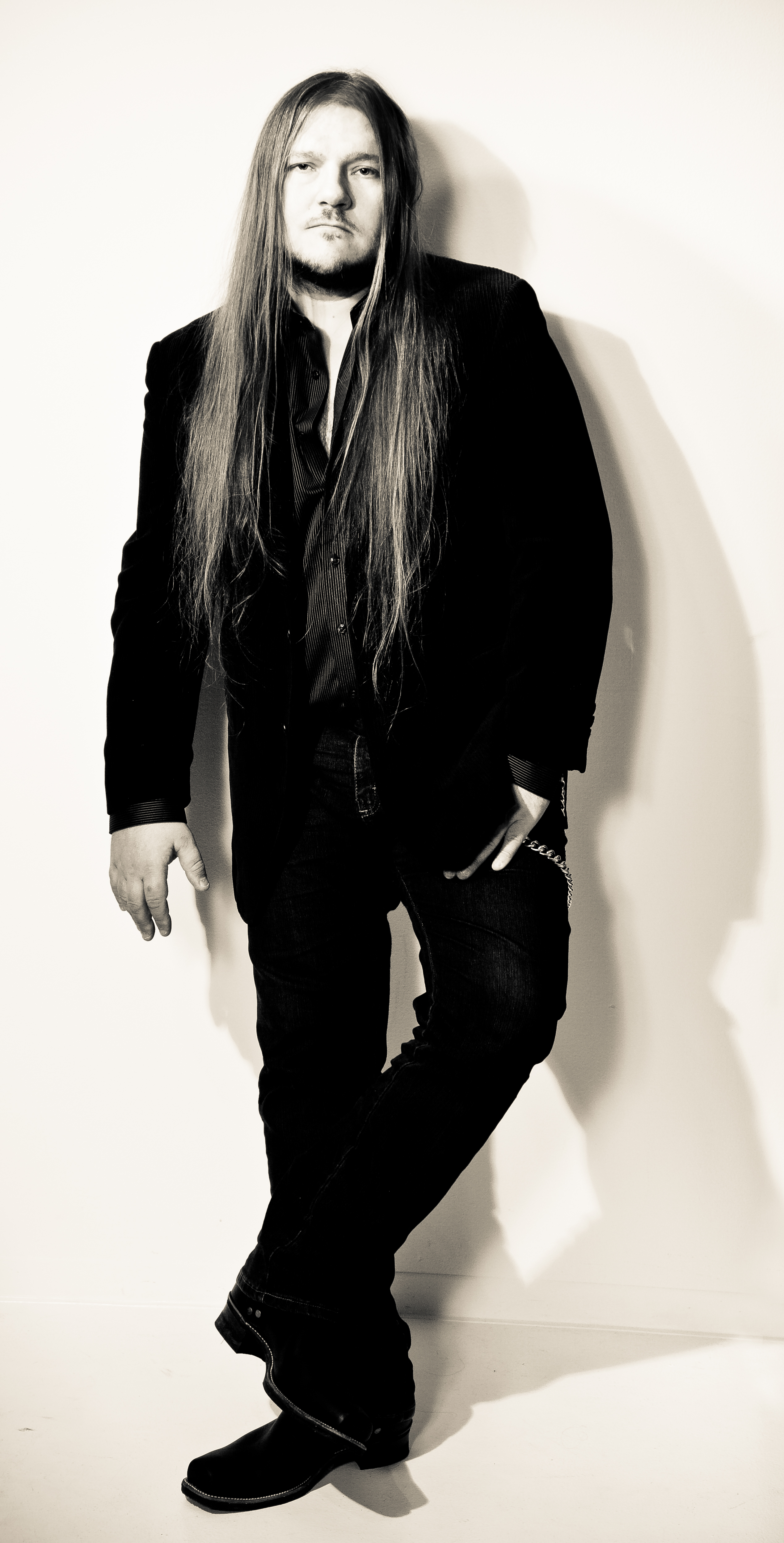
Jan Yrlund 2011

Jan Yrlund (* 1970 in Tampere) ist ein finnischer Gitarrist und Grafikdesigner.

## Biografie
Nach dem Ende seiner ersten Band Claymore, schloss sich Yrlund kurz vor seinem Schulabschluss an der Kunstschule Tammerkosken Kuvataidelukio der Thrash-Metal-Gruppe Prestige an. Die Band erspielte sich schnell einen guten Ruf in der finnischen Underground-Szene und spielte insgesamt drei Alben ein. Danach entschieden sie sich für eine Pause, die insgesamt 10 Jahre andauern sollte.
Yrlund schloss sich danach der Gothic-Rock-Gruppe Two Witches an. Als deren Sängerin Anne Nurmi zu Lacrimosa wechselte, spielte Yrlund 1994/95 für Lacrimosa Stücke der CDs Schakal & Inferno mit ein und war in dieser Zeit auch in der Live-Band von Lacrimosa.
Währenddessen spielte Yrlund auch in den Gruppen Boobytrap und Main. 1997 schloss er sich Ancient Rites an und unterstützte auch Gunther Theys’ Seitenprojekt Danse Macabre, das sich ab 2004 Satyrian nannte. 1998 machte Yrlund seinen Master of Arts an der Universität von Amsterdam.
1997 gründete Yrlund sein Grafikdesign-Studio Darkgrove Design, das sich vornehmlich in der Musikindustrie engagiert. So entwarf er das Coverdesign für seine eigenen Bands, aber auch Auftragsarbeiten für beispielsweise Týr und Korpiklaani. Seinen Schwerpunkt setzt er dabei auf realistisch gezeichnete Fantasy- und Horror-Artworks. Er erstellte zudem das Webdesign einiger Webseiten von Musikgruppen, wie beispielsweise Manowar und Stratovarius. 2008 entwarf er einige Bühnengestaltungen für den 52. Eurovision Song Contest in Helsinki.
Neben Satyrian ist Yrlund als Musiker außerdem noch bei Imperia und Sinmasters aktiv.

## Diskografie

### Mit Prestige
- Gods (Demo, 1988)
- Attack Against Gnomes (1989)
- Veijo (EP, 1989)
- Priest (Single, 1990)
- Selling the Salvation (1990)
- Parasites in Paradise (1992) auch Cover
- Decades of Decay (Best-of, 2007) auch Cover

### Mit Two Witches
- Vampire’s Kiss (1993)
- Bloody Kisses (Single, 1994)

### Mit Lacrimosa
- Schakal (Single, 1994)
- Inferno (1995)
- The Clips 1993–1995 (VHS, 1996)
- The Silent Clips (VHS, 1997)
- The Live History (DVD, 2000)

### Mit Ancient Rites
- Fatherland (1998) auch Cover
- Dim Carcosa (2001) auch Cover
- … And the Hordes Stood as One (Live-CD, 2003) auch Cover

### Mit Danse Macabre
- siehe Danse Macabre (Band)#Diskografie alle Cover

### Mit SinMasters
- Seducer (MCD, 2000)
- Crashing Down (MCD, 2001)
- innocence.lost (2007)

### Mit Satyrian
- siehe Satyrian#Diskografie alle Cover

### Mit Imperia
- siehe Imperia (Band)#Diskografie alle Cover

### Weitere Veröffentlichungen
- Heppihirviö: Keppiä (Demo, 1993)
- Boobytrap: La Cura Della Follia (MCD, 1996)
- Main: Crashing Up (Single, 1997)
- Angel: Don’t Wanna Run (MCD, 2005)
- Angel: A Woman's Diary – Chapter I (2005)
- Delain: Lucidity (2006)
- Delain: Frozen (Single, 2007)
- Delain: See Me in Shadows (Single, 2007)

## Coverarbeiten (Auswahl)
Ohne Arbeiten für eigene Bands
- Everon: Missing from the Chain (2003)
- Hamka: Unearth (2005)
- Korpiklaani: Tales Along This Road (2006)
- Týr: Ragnarok (2006)
- Týr: Eric the Red (2006)
- Ancient Creation: Evolution Bound (2007)
- Airut: Langennut (2007)
- Epidemia: Elven Manuscript: Saga For All (2007)
- HolyHell: Apocalypse (MCD, 2007)
- iRonica: Consequences (2007)
- iRonica: All That I Drain (Single, 2007)
- iRonica: Make Me Whole Again (Single, 2007)
- Korpiklaani: Tervaskanto (2007)
- Moonlight Agony: Silent Waters (2007)
- Svartsot: Ravnenes Saga (2007)
- Three Headed Monster: Three Headed Monster (2007)
- Trail of Tears: Existentia (2007)
- Wulfgar: With Gods and Legends Unite (2007)
- Týr: How Far to Asgaard (2008)
- Communic: Payment of Existence (2008)
- Seventh Power: Dominion & Power (2008)
- Iron Age Volume 1 (Kompilation, 2008)
- Deliverance: Deliverance (2008)
- Deliverance: Weapons of Our Warfare (2008)
- Edge of Anger: The Chaos Theory (2008)
- Kipelov: Live in St. Petersburg (2008)
- Let the Metal Flow (Kompilation, 2008)
- Grave Robber: Be Afraid (2008)
- No Remorse No Retreat: To Glory We Ride (2008)
- Korpiklaani: Korven Kuningas (2008)
- Korpiklaani: Keep on Galloping (single, 2008)
- Everon: North (2008)
- Menchen: Red Rock (2008)
- The Cyan Velvet Project: The Towers and the Blizzard (2008)
- When the Empire Falls: When the Empire Falls (2008)
- His Witness: Kingdom Come (2008)
- Korpiklaani: Karkelo (2009)
- Korpiklaani: Vodka (Single, 2009)
- Adamantra: Revival (2009)
- Dagon: Terraphobic (2009)
- Sirenia: The 13th Floor (2009)
- iRonica: Vivere (2009)
- Elements: Northern Echoes (2009)
- Tina Guo: Autumn Winds (2009)
- Maelström: It Was Presdestined (2009)
- The Order: 1986 (2012)
- Adamantra: Act II: Silent Narratives (2014)
- Thorondir: Des Wandrers Mär (2019)